# 1938 في ألمانيا
فيما يلي قوائم الأحداث التي وقعت خلال عام 1938 في ألمانيا.

## سياسة

### تعيين في المنصب
- 4 فبراير – يواخيم فون ريبنتروب German Foreign Minister ‏.

## رياضة
- 1 يناير – بطولة العالم لكرة اليد للرجال 1938

## مواليد

### يناير
- 1 يناير – فولفغانع بوتسكام لغوي ألماني.
- 1 يناير – كلاوس فيرنر بنز
- 10 يناير – يورغن سيمون

### فبراير
- 22 فبراير – كارين الدر ممثلة ألمانية.

### مارس
- 30 مارس – كلاوس شواب

### أبريل
- 2 أبريل – هانز مايكل ريبيرغ
- 24 أبريل – ميشائيل كوزر كاتب سيناريو ألماني.

### مايو
- 22 مايو – ديتر دنجلر

### يوليو
- 6 يوليو – أولي ماسلو لاعب ومدرب كرة قدم ألماني.
- 10 يوليو – هانز بيتر هالفاكس ممثل ألماني.
- 20 يوليو – هاينز ستريل لاعب كرة قدم ألماني.
- 23 يوليو – غوتس جورج ممثل ألماني.

### أغسطس
- 2 أغسطس – فريدهيلم كونيتزكا
- 9 أغسطس – أوتو ريهاغل لاعب ومدرب كرة قدم ألماني.
- 17 أغسطس – هوبرت ماركل
- 31 أغسطس – مانفريد فاغنر لاعب كرة قدم ألماني.

### أكتوبر
- 4 أكتوبر – فيلي شولتس لاعب كرة قدم ألماني.

### نوفمبر
- 7 نوفمبر – ريجينه مونكيماير كاتبة ألمانية.
- 23 نوفمبر – هربرت أشترنبوش

### ديسمبر
- 13 ديسمبر – هاينو مغني ألماني.
- 27 ديسمبر – رولف وولفشول دراج ألماني.

## وفيات

### يناير
- 10 يناير – أوتو فاربورغ (مواليد 1859) عالم نبات ألماني.
- 12 يناير – أوسكار فلوريانوس بلومنر (مواليد 1867) رسام أمريكي.

### فبراير
- 19 فبراير – إدموند لاندو (مواليد 1877) رياضياتي ألماني.

### أبريل
- 8 أبريل – جورج مونتباتن ماركيز ميلفورد هافن (مواليد 1892)

### مايو
- 4 مايو – كارل فون أوسيتزكي (مواليد 1889)
- 28 مايو – ديدريش شبيكمان (مواليد 1872) كاتب ألماني.

### أغسطس
- 12 أغسطس – لودفيج بورشاردت (مواليد 1863)

### أكتوبر
- 24 أكتوبر – إرنست بارلاخ (مواليد 1876)

### ديسمبر
- 25 ديسمبر – تيودور فيشر (مواليد 1862) مهندس معماري ألماني.